# Paracobitis erhaiensis
Paracobitis erhaiensis är en fiskart som beskrevs av Zhu och Cao, 1988. Paracobitis erhaiensis ingår i släktet Paracobitis och familjen grönlingsfiskar. Inga underarter finns listade i Catalogue of Life.